# ロバート・エドウィン・オールズ

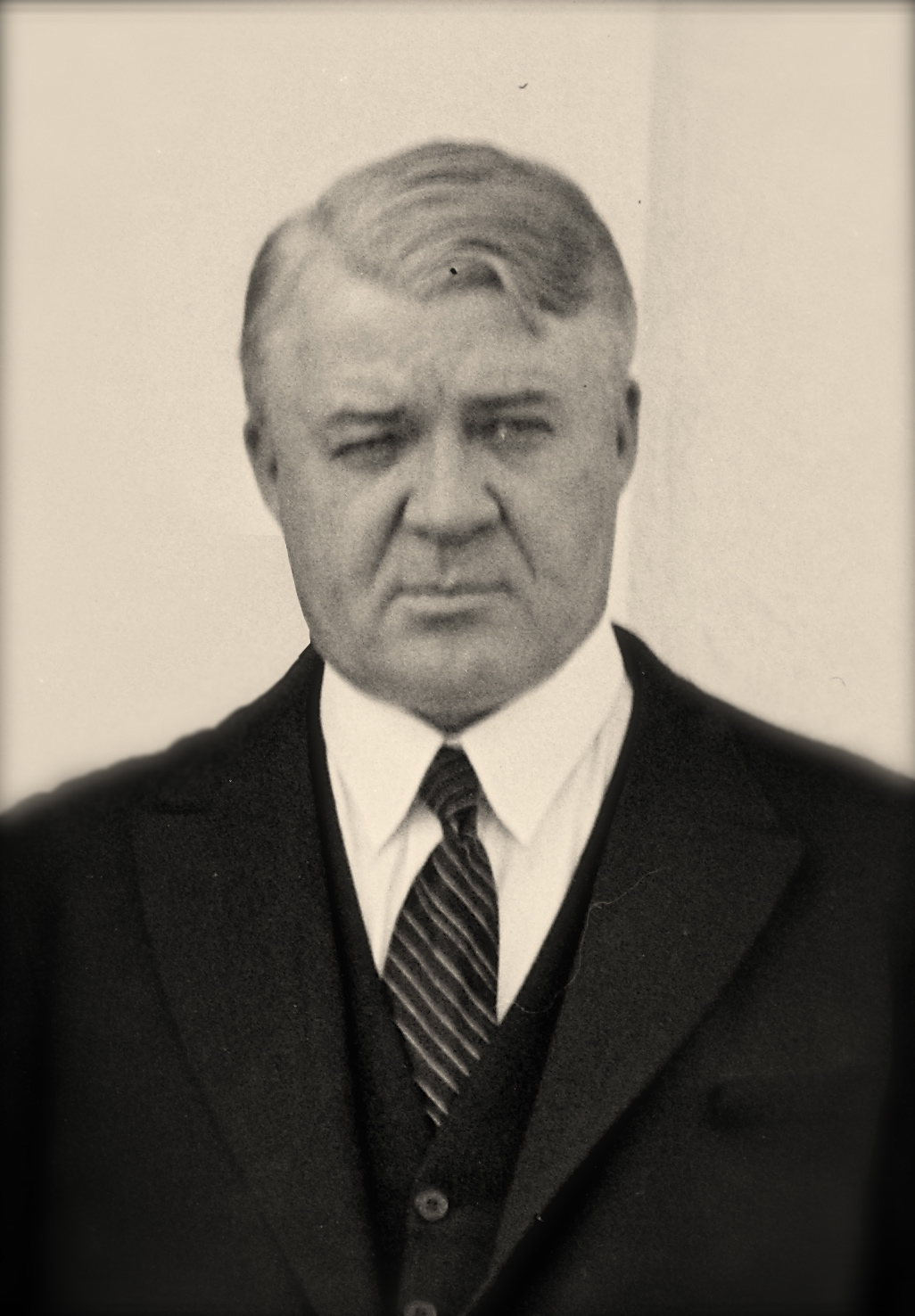
ロバート・エドウィン・オールズ

ロバート・エドウィン・オールズ（Robert Edwin Olds, 1875年10月 - 1932年11月24日）は、アメリカ合衆国の政治家。1927年から1928年まで第6代アメリカ合衆国国務次官を務めた。

## 生涯
1875年10月、オールズはミネソタ州セントポールにおいて、ジェイムズ・E・オールズ (James E. Olds) とリリアン・M・グッドリッチ (Lillian M. Goodrich) の息子として誕生した。
オールズは1897年にハーバード大学を卒業し、弁護士となった。第一次世界大戦中、オールズはアメリカ赤十字社の代表としてヨーロッパに赴いた。その後オールズはアメリカ赤十字社の社長としておよそ3年を過ごした。
1925年10月1日、オールズはカルビン・クーリッジ大統領から国務次官補に任命された。オールズは1925年10月5日に着任したが、上院休会中の任命であったため、1925年12月17日にあらためて上院の承認を受けた。オールズは1927年6月30日まで国務次官補を務めた。
1927年5月19日、オールズはカルビン・クーリッジ大統領から国務次官に任命された。オールズは1927年6月1日に着任したが、上院休会中の任命であったため、1927年2月17日にあらためて上院の承認を受けた。オールズは1928年6月30日まで国務次官を務めた。
国務次官退任後、オールズはオランダのハーグで常設仲裁裁判所の合衆国代表となった。そして同職在任中の1932年11月24日、オールズはフランスのパリにおいて、脳出血で死去した。